# تپه صفر بولی
تپه صفر بولی مربوط به دوره ساسانیان - دوره ایلخانی است و در شهرستان دالاهو، بخش مرکزی، دهستان حومه کرند، ۳۰۰ متری جنوب شرق روستای چشمه سفید واقع شده و این اثر در تاریخ ۲۲ اسفند ۱۳۸۵ با شمارهٔ ثبت ۱۸۲۶۶ به‌عنوان یکی از آثار ملی ایران به ثبت رسیده است.